# 井宿增十七
雙子座51，又名BD+16 1417，HD 55383、SAO 96638、HR 2717，是雙子座的一颗恒星，视星等为5，位于銀經200.78，銀緯12.04，其B1900.0坐标为赤經7h 7m 37.7s，赤緯+16° 12.04′ 43″。